# Ophiogeron edentulus
Ophiogeron edentulus är en ormstjärneart som beskrevs av George Richard Lyman 1878. Ophiogeron edentulus ingår i släktet Ophiogeron och familjen skinnormstjärnor. Inga underarter finns listade i Catalogue of Life.